# Philadelphus incanus
Philadelphus incanus är en hortensiaväxtart som beskrevs av Emil Bernhard Koehne. Philadelphus incanus ingår i släktet schersminer, och familjen hortensiaväxter.

## Underarter
Arten delas in i följande underarter:
- P. i. baileyi
- P. i. mitsai